# Agnès Padró i Corbella
Agnés Padró i Corbella (Vinaixa, 1940) és una pintora i escriptora catalana que s'ha dedicat també a la docència.
Als tretze anys, quan Agnés Padró s'assabenta que existeix la carrera de belles arts, té molt clar que aquests són els estudis que ella vol cursar. Als seus pares no els agrada la idea, volen que la filla estudiï una carrera més segura. Malgrat tot, la seva insistència i l'interès que sempre demostra pel dibuix, els fa claudicar.
Quan està a punt d'acabar batxillerat, el seu pare, metge de professió, vol tenir una opinió autoritzada respecte a les habilitats de la seva filla en el camp de l'art. Visiten la pintora Maria Freser, amiga i parenta llunyana del seu pare. Agnès Padró hi torna moltes vegades per dibuixar amb ella i la utilitza de professora, és un referent important amb la temàtica de les flors. Tot just acabats els seus estudis de belles arts a Barcelona, fa la primera exposició, amb el títol «18 Olis, Agnès», al Centre de Lectura de Valls. Tanmateix com que aquesta exposició l'ha feta sense participació dels artistes de la ciutat, no és gaire ben rebuda per alguns d'ells, que li impedeixen formar part del grup d'artistes de Valls; mai no participa en cap exposició col·lectiva com la de Nadal o la de les Festes Decennals de la Mare de Déu de la Candela.
El 1970 es casa, es dedica a les feines de casa, a la cura dels fills. Quan el seu fill compleix sis anys es torna a incorporar al món laboral. Al principi comença impartint classes a senyores, després la criden per a fer classes al col·legi de les Teresianes a Tarragona i més endavant, a la Salle. L'any 1984 ja és professora de disseny a l'Institut d'Educació Secundària Narcís Oller de Valls. Quan mor el seu marit, Agnès es troba molt desanimada i els seus companys l'encoratgen perquè torni a pintar. I així ho fa, i des d'aleshores fa un treball constant que dona com a resultat diverses exposicions individuals i col·lectives. La primera, a la Sala d'Exposicions Sant Roc de Valls.
El 27 de gener de 2001, dins de les activitats de les Decennals, es presenten tres nous retrats de tres vallencs a la Galeria dels il·lustres, encarregats a tres pintors: Maria Teresa Sanromà, Pere Queralt i Agnès Padró. Cap al juny de 2002 es jubila després de vint anys com a professora a l'IES Narcís Oller de Valls. Al maig del 2003 Sefa Figuerola i Jordi París són els comissaris d'una important exposició, «L'Art a Valls de la postguerra a l'actualitat»”, en què es poden veure per primera vegada obres d'aquesta pintora, tres de les quals fetes entre 1960 i 1962.
En la seva obra pictòrica destaquen sobre tot les natures mortes i dintre d'aquestes les flors. També pinta retrats i paisatges.

## Obra escrita
- Dones parlen de dones (2008-2013)
- Històries viscudes i no contades (llibre de memòries, 2012)[3]
- La bassa de les granotes (2018)
- Tres unces, una cana i un petricó (2020)
- Colors de paraules (2022)
- Caputxines. Vivències durant el coronavirus (2023)[4]